# Звание Героя Калмыкии
Звание Героя Калмыкии — высшая степень отличия, награда Республики Калмыкии — звание, присваиваемое за заслуги перед Калмыкией, связанные с совершением геройского подвига, трудового героизма и выдающегося вклада для процветания Калмыкии. Звание присваивается только гражданам Российской Федерации и может быть присвоено посмертно.

## История
Звание «Герой Калмыкии» было учреждено 7 августа 1993 года Парламентом Республики Калмыкия — Хальмг Тангч.
Удостоенному звания вручаются грамота о присвоении звания Героя Калмыкии и знак особого отличия — Орден Белого Лотоса (первоначально назывался Орденом «За заслуги перед Республикой Калмыкия — Хальмг Тангч»).
Звание Героя Калмыкии присваивается единожды Главой Республики Калмыкии.

## Награждённые
- Александр Сергеевич Игнатьев — игрок ФК Уралан (Элиста);
- Кирсан Николаевич Илюмжинов — первый Президент Калмыкии[1];
- Алексей Васильевич Гордеев — министр сельского хозяйства России;
- Геннадий Васильевич Кулик — депутат Государственной Думы;
- Семён Израилевич Липкин — переводчик;
- Алина Андреевна Макаренко — золотой призёр олимпийских игр 2012 года по художественной гимнастике[2];
- Аркадий Наминович Манджиев  — советский и российский композитор;
- Надбитов, Пётр Тимофеевич — художественный руководитель Государственного театра танца «Ойраты»[3];
- Андрей Николаевич Саморуков — игрок ФК Уралан (Элиста);
- Мингиян Артурович Семёнов — бронзовый призёр олимпийских игр 2012 года по греко-римской борьбе[4].
- Пюрвя Мучкаевич Эрдниев — доктор педагогических наук, профессор Калмыцкого государственного университета.
- Валентина Нимгировна Гаряева — калмыцкая певица, народная артистка РСФСР.
- Каруев Санджи Николаевич— Заслуженный мастер спорта России по Борьбе на поясах.

## Источник
- Об установлении высшей степени отличия — звания Герой Калмыкии
- О государственных наградах Республики Калмыкия